# مورتن گرونولد
مورتن گرون‌وِلد (دانمارکی: Morten Grunwald؛ ‏ ۹ دسامبر ۱۹۳۴ – ۱۴ نوامبر ۲۰۱۸) بازیگر و مدیر تئاتر اهل دانمارک بود. وی بین سال‌های ۱۹۶۱ تا ۲۰۱۷ میلادی فعالیت می‌کرد.
از فیلم‌هایی که وی در آن نقش داشته‌است می‌توان به یکی در میان جمع، اولسن خلافکار روی خط راه‌آهن، السن خلافکار رفته‌است، اولسن خلافکار قرمز می‌بیند، هیپ هیپ هورا! و گرگ پشت در اشاره کرد.